# Love is... (película)
Love is ... es una película para la televisión filipina de Eat Bulaga! que se emitió el 21 de octubre de 2017 en GMA Network sin ningún corte comercial. Fue dirigida por Adolf Alix Jr., protagonizada por el equipo de amor AlDub de Alden Richards y Maine Mendoza. La trama principal del drama de la película para televisión gira en torno a los efectos de la depresión clínica en una persona. Eat Bulaga! también lanzó la película completa para televisión en su canal oficial de YouTube bajo la Licencia de Atribución de Creative Commons.  
El día que se transmitió por televisión, el hashtag oficial del programa (#ALDUBxEBLoveIs) se trabó en Twitter donde aterrizó en el primer lugar en las Filipinas y el segundo lugar a nivel mundial. Generó alrededor de 1,38 millones de tuits incluso antes de que comenzara la película para televisión.  Según el AGB Nielsen, Love is... obtuvo un rating televisivo de 7.8%, que es el porcentaje más alto de su franja horaria.

## Trama
Vivienne (Maine Mendoza) y Marco (Alden Richards) se preparan para su boda después de que Marco le propone matrimonio a Vivienne en Antipolo. Se espera que la familia de Marco asuma todos los gastos de la boda, pero Vivienne quiere contribuir. Así que trabaja duro como directora creativa asociada e influyente en los medios sociales para poder ahorrar dinero para los fondos de su matrimonio. 
Un día, Vivienne se encuentra con su primo Edwin (Marky López), quien le ofrece oportunidades de negocio a las que Vivienne responde positivamente. Después de volver a casa, Vivienne habla con su padre (Nonie Buencamino) sobre la oferta de Edwin y su deseo de invertir en acciones a través de Edwin, ya que tiene la intención de aumentar su contribución a los fondos de su boda. Su padre le dio a Vivienne el fondo de jubilación que recibió por ser un trabajador filipino en el extranjero como dinero para ser usado en la inversión de acciones. 
Desafortunadamente, el padre de Vivienne sufre un derrame cerebral y ella tiene que usar los fondos de su matrimonio para la hospitalización de su padre y los gastos médicos, con el permiso de Marco. También resulta que los negocios de Edwin son una farsa. Esta serie de acontecimientos desencadenan en Vivienne un período de tristeza que afecta a su trabajo. Se ve obligada por la dirección a tomar una licencia de trabajo debido a una negligencia persistente. Con eso, comienza a abandonar su relación con Marco, sus amigos y su familia. Sólo permanece en su habitación durante días sin comer. 
Marco sigue contactando con Vivienne pero ella lo evita a menudo. Vivienne responde sólo después de que Marco la invita a una cena familiar. En la cena, Marco ya sospecha que Vivienne tiene una depresión clínica debido a sus acciones y su apariencia física. Marco le dice esto a su madre (Bing Pimentel) cuando Vivienne sale. Su madre dice que Vivienne podría estar loca. Vivienne escucha la conversación y se aleja, entonces Marco corre tras ella e intenta consolarla. Aun así, Vivienne lo empuja y devuelve el anillo de compromiso y luego lo deja. 
Vivienne va a Antipolo, donde Marco le propuso matrimonio. Lleva consigo pastillas para dormir mientras intenta suicidarse. Marco sigue intentando contactar con Vivienne pero ella no responde. Revisa sus mensajes en los medios sociales y tiene una pista de dónde puede estar. Justo a tiempo, Marco evita la oferta de Vivienne de una sobredosis de somníferos. La consuela y le promete que nunca la abandonará y que la ama por todo lo que es. 
Van a un psiquiatra para encontrar una cura para la depresión de Vivienne. Después del tratamiento de Vivienne, publica un video en línea diciendo que el amor es aceptar lo que es. Marco le propone matrimonio nuevamente a Vivienne y ella dice que sí y luego se besan.

## Reparto

### Reparto principal
- Alden Richards como Marco
- Maine Mendoza como Vivienne Castro

### Reparto de apoyo
- Nonie Buencamino como Roman
- Shamaine Buencamino como Aurora
- Dianne Medina como Lara
- Rodjun Cruz como John
- Marco Alcaraz como Miguel
- Precious Lara Quigaman como Angela
- Bing Pimentel como la madre de Marco
- Marky Lopez como Edwin
- Shiela Marie Rodriguez como la Señora Mel
- Prince Stefan como amigo de Vivienne